# Lichtenau (Baden)

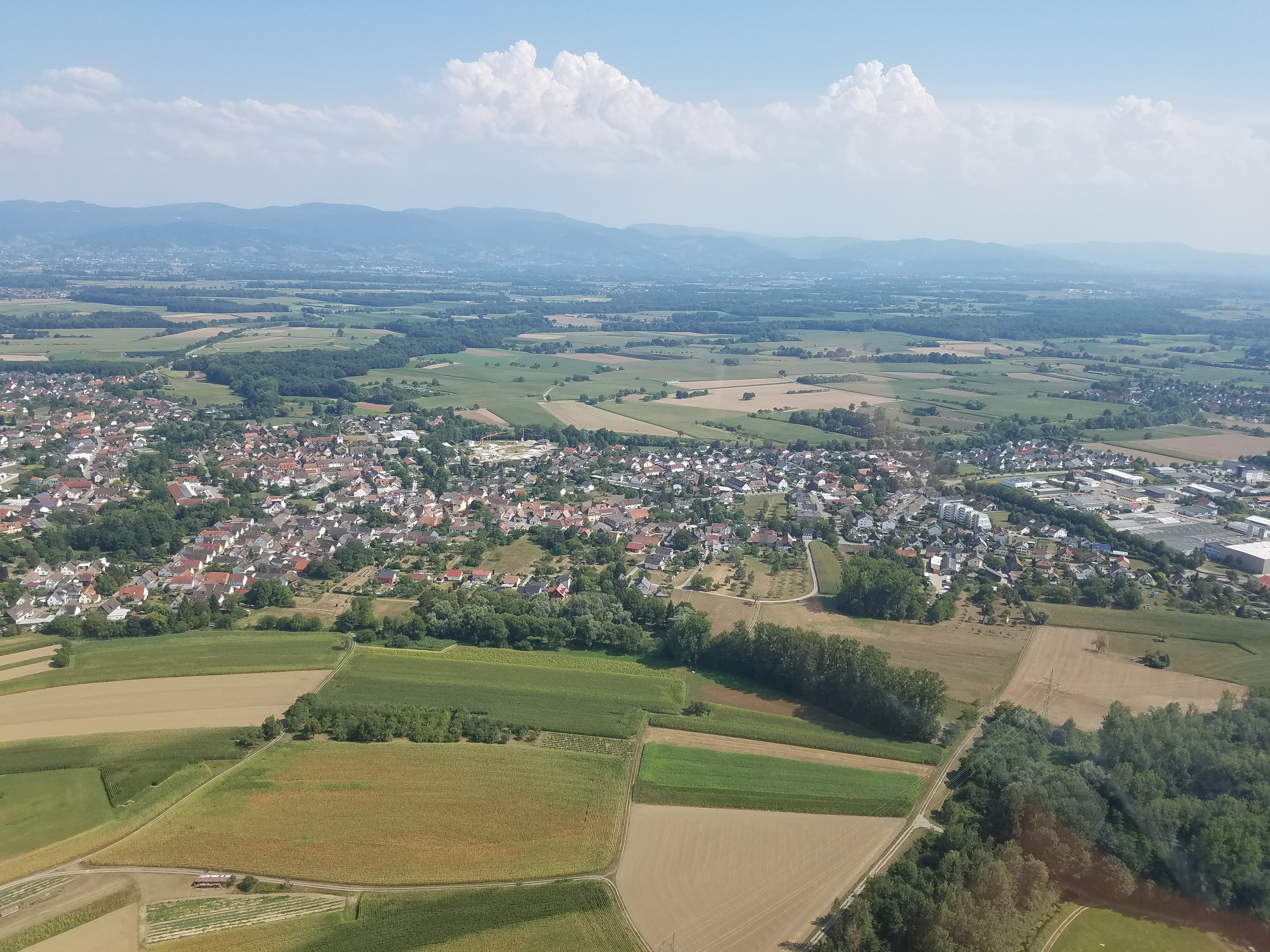
Luftaufnahme von Lichtenau von Westen aus

Lichtenau ist eine Stadt in Baden-Württemberg und gehört zum Landkreis Rastatt.

## Geographie

### Lage
Lichtenau liegt in der Oberrheinischen Tiefebene. Das Stadtgebiet breitet sich im Hanauerland am östlichen Ufer des Rheins aus – stromabwärts betrachtet zwischen der Stadt Rheinau im Südsüdwesten und der Gemeinde Rheinmünster im Nordosten. Beim Ortsteil Grauelsbaum befinden sich der Grauelsbaumer Altrheinzug und der Altrheinarm Kirchhöfel.

### Nachbargemeinden
Die Stadt grenzt im Norden an Rheinmünster, im Osten an Ottersweier, im Süden an die Stadt Achern und die Stadt Rheinau, beide im Ortenaukreis. Im Westen grenzt das Stadtgebiet an den Rhein der hier die Grenze zum Elsass (Frankreich) mit der Gemeinde Drusenheim bildet.

### Stadtgliederung

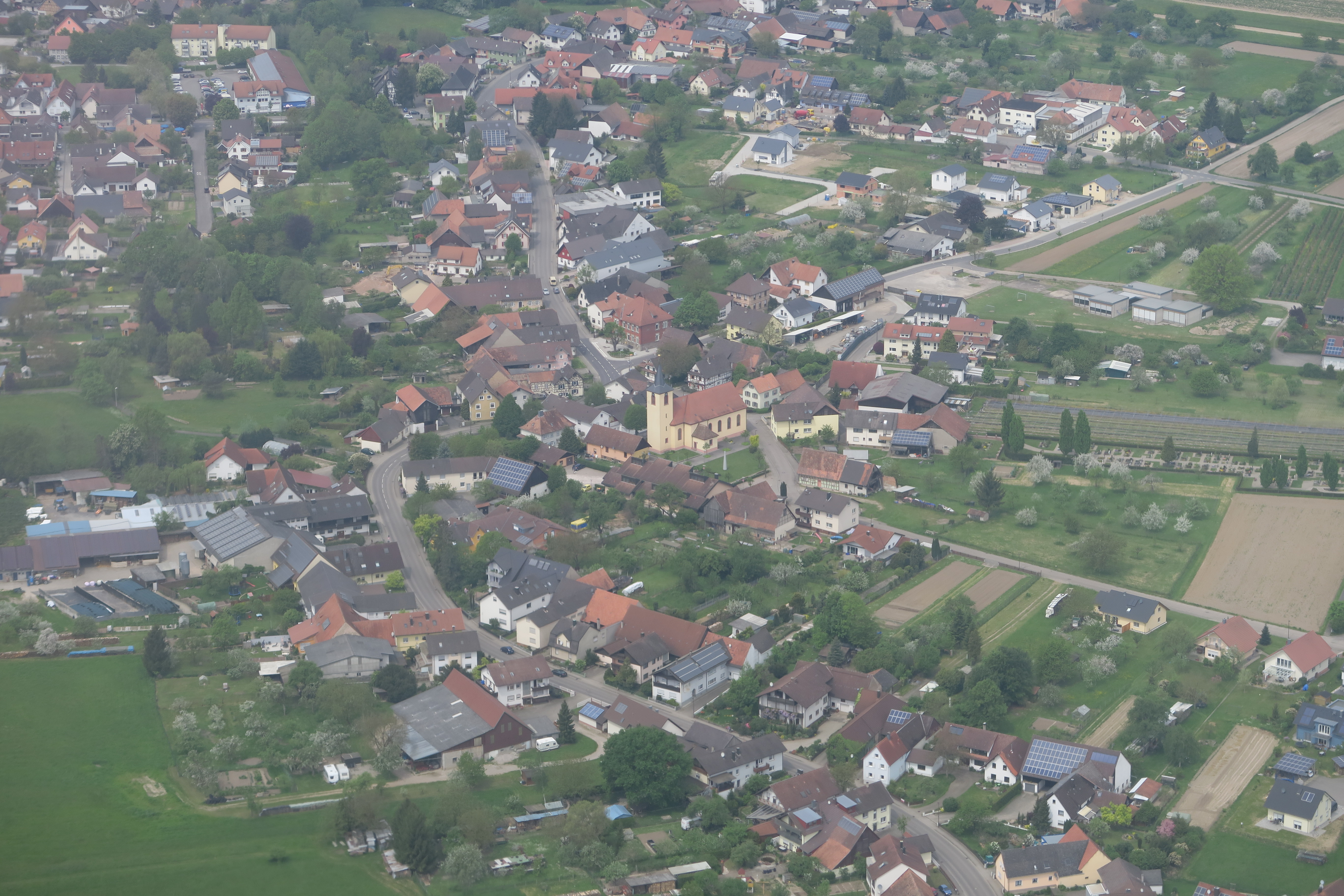
Lichtenau-Ulm aus der Luft

Zur Stadt Lichtenau gehören die Dörfer Grauelsbaum, Muckenschopf, Scherzheim und Ulm, die vor der Eingemeindung jeweils eigene Gemeinden bildeten.
Zur Stadt Lichtenau in den Grenzen vom 31. Dezember 1971 gehören die Stadt Lichtenau, das Gehöft Benshurst-Höfe und die Häuser Stromwarthaus und Neufeld. In der Stadt Lichtenau in den Grenzen vom 31. Dezember 1971 liegt die Wüstung Reinhardsau und im Gebiet der ehemaligen Gemeinde Ulm vermutlich Hunden (Unden). An den im 17. Jahrhundert aufgegebenen Ort erinnert noch der heutige Gewannname Hunterau. Die Nennung von Unden bezieht sich vielleicht auch auf das einst teilweise rechtsrheinische und heute vollständig linksrheinische, französische Dalhunden.
Wappen

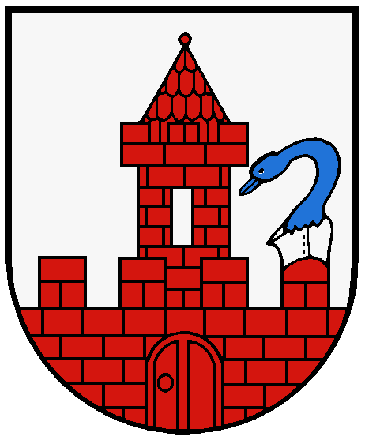
Lichtenau
Scherzheim
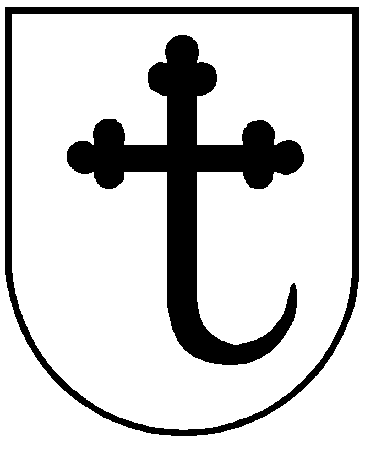
Ulm
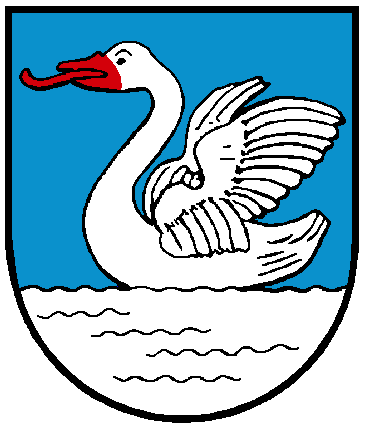
Muckenschopf
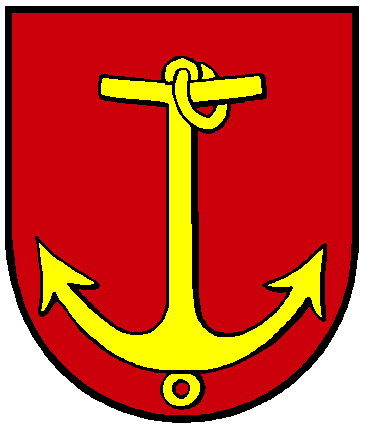
Grauelsbaum

## Geschichte

### Mittelalter
Die Stadt geht zurück auf eine Wasserburg, die die Herren von Lichtenberg Ende des 13. Jahrhunderts – zum Teil aus Abbruchmaterial der von ihnen eroberten Burg Krax im Elsass – hier errichteten. Bis zur Schleifung 1686 war Lichtenau eine Feste. In der Nachbarschaft der Burg erbauten sie zugleich eine Siedlung, die bereits im Jahr 1300 durch König Albrecht das Hagenauer Stadtrecht verliehen bekam. Die Herren von Lichtenberg konzentrierten hier ihre Verwaltung des Amtes Lichtenau. 1335 nahmen die mittlere und die jüngere Linie des Hauses Lichtenberg eine Landesteilung vor. Dabei fiel das Amt Lichtenau – und damit Lichtenau – an Ludwig III. von Lichtenberg, der die jüngere Linie des Hauses begründete.
Anna von Lichtenberg (* 1442; † 1474), eine von zwei Erbtöchtern und Tochter von Ludwigs V. von Lichtenberg (* 1417; † 1474), heiratete 1458 den Grafen Philipp I. den Älteren von Hanau-Babenhausen (* 1417; † 1480), der eine kleine Sekundogenitur aus dem Bestand der Grafschaft Hanau erhalten hatte, um sie heiraten zu können. Durch die Heirat entstand die Grafschaft Hanau-Lichtenberg. Nach dem Tod des letzten Lichtenbergers, Jakob von Lichtenberg, eines Onkels von Anna, erhielt Graf Philipp I. d. Ä. 1480 die Hälfte der Herrschaft Lichtenberg, einschließlich Lichtenau.

### Neuzeit
Nach dem Tod des letzten Grafen von Hanau-Lichtenberg, Johann Reinhard III. 1736, fiel das Erbe – und damit auch die Stadt Lichtenau – an den Sohn seiner einzigen Tochter, Charlotte von Hanau-Lichtenberg, Landgraf Ludwig (IX.) von Hessen-Darmstadt. Mit dem Reichsdeputationshauptschluss gelangte sie 1803 zum neu gebildeten Kurfürstentum Baden (wenige Jahre später: Großherzogtum Baden). Dort gehörte die Stadt zum Landkreis Bühl, später zum Landkreis Kehl und seit der Kreisreform von 1973 zum Landkreis Rastatt.

### Eingemeindungen
Die baden-württembergische Gemeindereform fand hier in Etappen statt.
- Scherzheim am 1. Januar 1972[7]
- Ulm am 1. Januar 1973[8]
- Muckenschopf am 1. Januar 1974[9]
- Grauelsbaum am 1. Januar 1975[9]

## Religionen
Im ersten Drittel des 16. Jahrhunderts wurde in Lichtenau die Reformation eingeführt. Seither ist die Stadt vorwiegend lutherisch geprägt.

## Politik

### Gemeinderat
Der Gemeinderat hat 14 ehrenamtliche Mitglieder, die für fünf Jahre gewählt werden. Hinzu kommt der Bürgermeister als stimmberechtigter Gemeinderatsvorsitzender.
Die Kommunalwahl 2024 führte zu folgendem Ergebnis (in Klammern: Unterschied zu 2019):
| Gemeinderat 2024               | Gemeinderat 2024 | Gemeinderat 2024 | Gemeinderat 2024 | Gemeinderat 2024 |
| Partei / Liste                 | Stimmenanteil    | Sitze            |                  |                  |
| ------------------------------ | ---------------- | ---------------- | ---------------- | ---------------- |
| Bürger für Lichtenau (BFL)     | 31,3 % (−2,4)    | 4 (−2)           |                  |                  |
| Freie Wähler                   | 25,4 % (+5,2)    | 4 (+1)           |                  |                  |
| Miteinander                    | 21,1 % (+21,1)   | 3 (+3)           |                  |                  |
| CDU                            | 15,3 % (−7,3)    | 2 (−2)           |                  |                  |
| AfD                            | 7,1 % (+7,1)     | 1 (+1)           |                  |                  |
| Grüne                          | n. a. (−15,6)    | 0 (−3)           |                  |                  |
| SPD                            | n. a. (−8,1)     | 0 (−1)           |                  |                  |
| Wahlbeteiligung: 61,2 % (+2,3) |                  |                  |                  |                  |

### Verwaltungsverband
Die Stadt ist Mitglied des Gemeindeverwaltungsverbands „Rheinmünster-Lichtenau“ mit Sitz in Rheinmünster.

### Wappen
Die Blasonierung des Wappens lautet: „In Silber ein roter Turm mit drei Zinnen und spitzem Dach, davor eine rote Zinnenmauer mit Eingangstor. Auf der linken Mauerseite ruht ein silberner Helm mit blauem Schwanenrumpf.“

### Partnerschaften
Lichtenau unterhält partnerschaftliche Beziehungen zu:
- Lichtenberg, Frankreich
- Serrungarina, Italien
- Piedras Blancas (Provinz Entre Rios), Argentinien

## Kultur und Sehenswürdigkeiten
Lichtenau ist Endpunkt der Badischen Spargelstraße, die an vielen Sehenswürdigkeiten vorbeiführt.

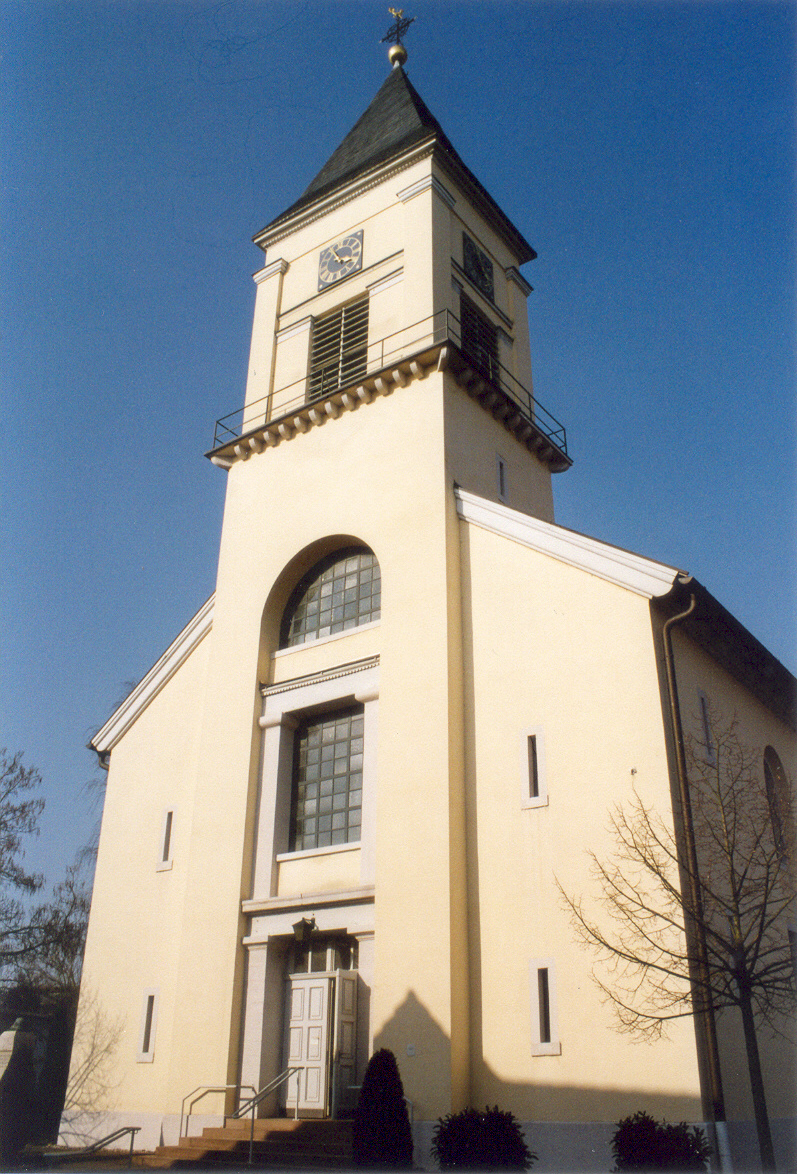
Scherzheims Weinbrenner-Kirche

### Theater
Mit dem Hoftheater Scherzheim verfügt Lichtenau über ein Kleinkunsttheater mit ca. 50 Plätzen.

### Museen
Der Heimatverein Medicus betreibt das Heimatmuseum der Stadt.

### Gedenkstätten
Seit 1986 erinnert ein Gedenkstein neben dem Grundstück Schmiedstraße 2 an die Synagoge der jüdischen Einwohner. Sie blieb zwar beim Novemberpogrom 1938 unzerstört, wurde aber später abgetragen. Das ehemalige jüdische Schulgebäude ist heute in einen Kindergarten integriert.

### Bauwerke
Im Ortsteil Scherzheim wurde die erste Kirche von Badens berühmten Baumeister Friedrich Weinbrenner errichtet. 1811 erbaut, wurde sie zum gestaltgebenden Vorbild für die Kirchen im Stil des Klassizismus in Baden. Konzipiert aus zwei leicht ablesbaren Baukörpern: Kirchturm und Kirchenschiff, strebt Ersterer kraftvoll aus der Vorderseite des Langhauses in die Höhe. Markant das Glockengeschoss und die hohe Eingangsnische in der Art eines Triumphbogens als edelste Bauteile der Gesamtkomposition.

## Bildung
Mit der Gustav-Heinemann-Schule verfügt Lichtenau über eine Grund- und Hauptschule mit Werkrealschule. Außerdem gibt es vier Kindergärten in der Stadt.

## Vereine
- TV Lichtenau
- Trachtenkapelle Lichtenau
- FC Rheingold Lichtenau
- TV Scherzheim
- SV Scherzheim
- SV Ulm
- TTV Muckenschopf
- Samurai Lichtenau e. V.
- SV Lichtenau 1929 e. V.
- Lichtenauer Acherdämonen e. V.

## Persönlichkeiten

### Söhne und Töchter der Stadt
- Anna von Lichtenberg (1442–1474), Erbtochter der Herrschaft Lichtenberg
- Julius Holderer (1866–1950), badischer Jurist und Amtsvorstand
- Eugen Herrigel (1884–1955), Philosoph
- Bernhard Askani (1937–2003), Historiker und Schulbuchautor
- Hertha Beuschel-Menze (* 1946), Pädagogin, Autorin
- Gabriele Frechen (* 1956), Politikerin (SPD), 2002–2009 MdB

### Personen in Verbindung mit Lichtenau
- Elmer Bantz (1908–2002), Rundfunksprecher und Direktor des Hoftheaters Scherzheim

## Wirtschaft und Infrastruktur

### Unternehmen
Zu den größten ansässigen Unternehmen gehört die Firma LS telcom im Gewerbegebiet von Lichtenau. Kerngeschäft des Unternehmens ist die Entwicklung, Implementierung, Vertrieb und Installation von Hard- und Softwarelösungen auf dem Gebiet der drahtlosen und leitungsgebundenen Telekommunikation.
Ein weiteres wichtiges Unternehmen ist die Sehring Sand & Kies GmbH & Co. KG, die im Lichtenauer Stadtteil Grauelsbaum einen Baggersee betreibt.

### Verkehr
Durch das Gemeindegebiet verläuft die rechtsrheinische Variante des Rheinradwegs, der von der Quelle des Rheins am Oberalppass im Schweizer Kanton Graubünden bis zur Mündung bei Rotterdam führt. Er verläuft von Helmlingen kommend bis Iffezheim dicht am Rhein entlang. Der Radfernweg ist als Eurovelo-Route 15 (Rheinradweg) und als D-Route 8 (Rhein-Route) ausgewiesen.